# Sierra McCormick
Sierra McCormick (Asheville (North Carolina, VS), 28 oktober 1997) is een Amerikaans actrice. Ze is vooral bekend door haar rol als Olive Doyle in de televisieserie  A.N.T. Farm van de  Disney Channel.

## Filmografie
| Year        | Title                              | Role               | Notes                                                                         |
| ----------- | ---------------------------------- | ------------------ | ----------------------------------------------------------------------------- |
| 2007–2008   | Are You Smarter Than a 5th Grader? | zichzelf           | Amerikaanse spelshow                                                          |
| 2007        | 'Til Death                         | figurant           | Aflevering: "Summer of Love"                                                  |
| 2007– 2009  | Curb Your Enthusiasm               | Emma               | Afleveringen: "The Bat Mitzvah", "The Reunion" & "The Table Read"             |
| 2008        | Boston Legal                       | Daniella           | Afleveringen: "Dances with Wolves"                                            |
| 2008        | Supernatural                       | Lilith             | Afleveringen: "No Rest for the Wicked" & "Yellow Fever"                       |
| 2009        | Jack and Janet Save the Planet     | Molly              | Televisiefilm                                                                 |
| 2009        | Criminal Minds                     | Lynn Robillard     | Aflevering: "Bloodline"                                                       |
| 2009        | Hannah Montana                     | Gillian            | Aflevering: "Welcome to the Bungle"                                           |
| 2009        | Land of the Lost                   | Tar Pits Kid       | Bioscoopfilm                                                                  |
| 2009        | The Breakdown                      | Little Girl        | Televisiefilm                                                                 |
| 2009        | Monk                               | Anne Marie         | Aflevering: "Mr. Monk and the Dog"                                            |
| 2009        | The Dog Who Saved Christmas        | Kara Bannister     | Televisiefilm                                                                 |
| 2010        | Medium                             | Adolescent Allison | Aflevering: "There Will Be Blood... Type A"                                   |
| 2010        | CSI: Crime Scene Investigation     | Gracie Layman      | Aflevering: "Irradiator"                                                      |
| 2010        | Romantically Challenged            | Scout Thomas       | Terugkerende rol                                                              |
| 2010        | Ramona and Beezus                  | Susan Kushner      | Bioscoopfilm                                                                  |
| 2010        | A Nanny for Christmas              | Jackie Ryland      | Televisiefilm                                                                 |
| 2011        | Spooky Buddies                     | Alice              | direct naar DVD film                                                          |
| 2011– heden | A.N.T. Farm                        | Olive Doyle        | Hoofdrol                                                                      |
| 2011        | Disney's Friends for Change Games  | Herself            | Amerikaanse spelshow                                                          |
| 2011        | Jessie                             | Connie             | Afleveringen: "Creepy Connie Comes a Callin' , Creepy Connie's Curtain Call'" |

- Biblioteca Nacional de España: XX5753752
- Gemeinsame Normdatei: 1275652980
- International Standard Name Identifier: 0000 0003 5630 1307
- Library of Congress Control Number: no2011143036
- Virtual International Authority File: 183796408
- WorldCat: E39PBJp9pdfcKjTG3BgTmjBwYP